# Trochosa cachetiensis
Trochosa cachetiensis är en spindelart som beskrevs av Tamara Mcheidze 1997. Trochosa cachetiensis ingår i släktet Trochosa och familjen vargspindlar. Inga underarter finns listade i Catalogue of Life.